# 横道河子乡
横道河子乡，是中华人民共和国吉林省吉林市桦甸市下辖的一个乡镇级行政单位。

## 行政区划
横道河子乡下辖以下地区：
联谊村、横道河子村、民主村、活龙村、文华村、地局子村、杉松村、荒山村和复兴村。